# TV 글로부
TV 글로부(TV Globo, 테베 글로부), 또는 헤지 글로부(Rede Globo)는 1965년에 개국한 브라질의 최대 텔레비전 방송국이다. 약칭은 글로부(Globo)이다. 글로부는 현재 라틴아메리카 제1의 방송국이며, 세계에서 세 번째로 큰 민영방송국이다. 글로부의 일일 시청자는 약 1억 2천만 명으로 추정되고 있다.
글로부의 본사는 리우데자네이루 근처 자르짐 보타니쿠에 있다. 글로부는 전 세계를 대상으로 하는 방송국을 포함해 약 122개의 텔레비전 계열사를 소유하고 있다. 2007년 글로부는 아날로그 방송에서 디지털 방송으로 전환했다.

## 개요
헤지 글로부가 속한 모기업인  그루포 글로부(Grupo Globo)는 텔레비전(헤지 글로부) 외에 신문사(Infoglobo)와 라디오 방송국(Rádio Globo, Rádio CBN 등), 출판사(Editora Globo), 음반회사(Som Livre), 포털 사이트(Globo.com)를 소유하고 있는 언론 재벌이다.
헤지 글로부는 브라질 내에서 가장 광범위한 커버리지 망을 보유하였으며, 특히 오지지역에서는 헤지 글로부나 각 지역방송 외에 시청이 힘든 상황도 있었기에 거의 반독점 수준의 시청률 장악을 오랫동안 유지하는 경우가 많았고, 이 때문에 브라질에서 가장 영향력이 높은 방송국 중 하나로 보고 있다. 높은 자본력으로 인해 각종 드라마 등의 프로그램을 제작하고, 스페인어권과 포르투갈어권 국가들에 수출하고 있으며, 이 때문에 남미 전역에서도 상당한 영향력을 가지고 있다.

## 비판

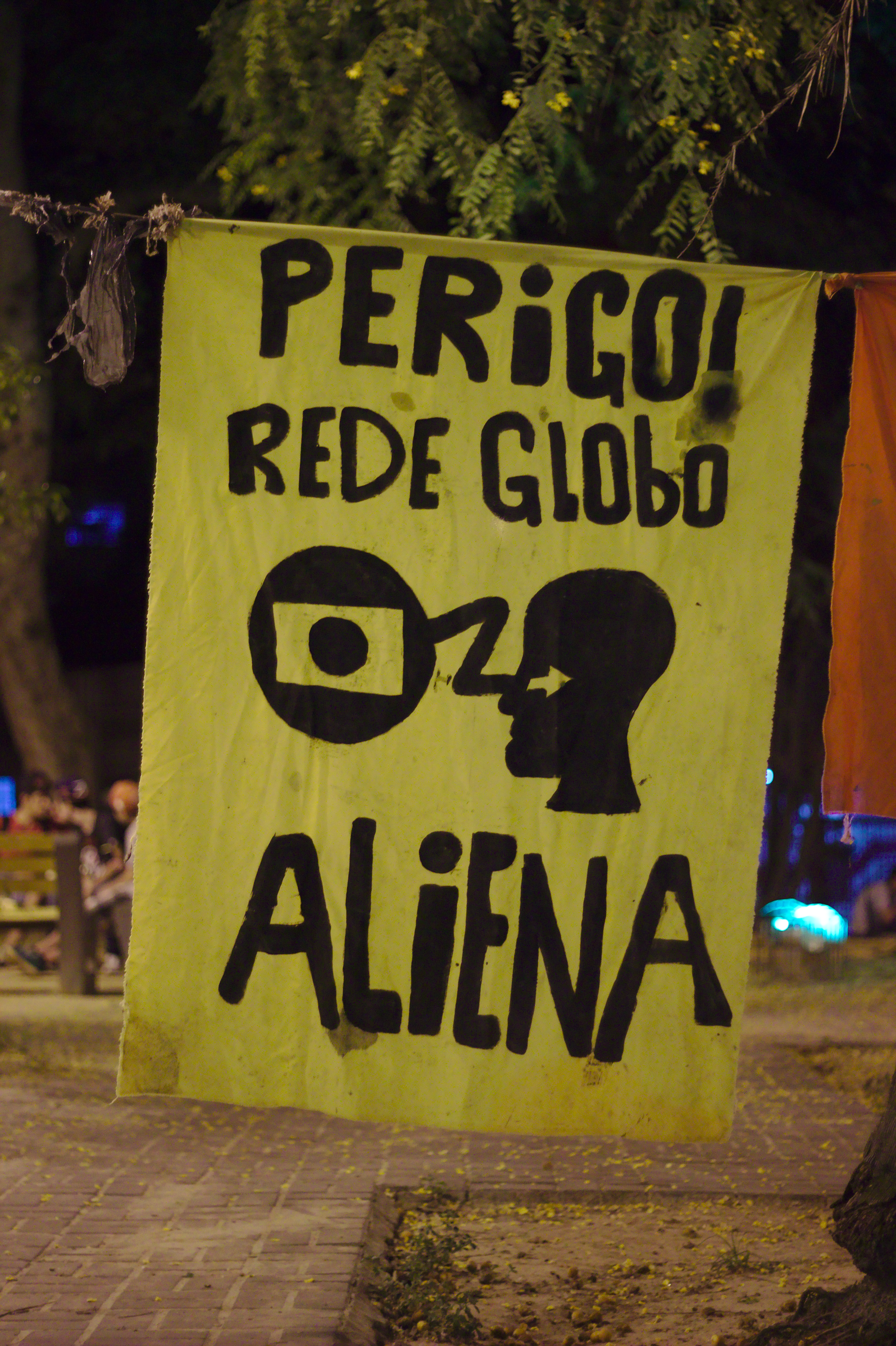
2014년 브라질 반정부 시위 동안 방송국을 비판하는 현수막

브라질에서 가장 큰 텔레비전 네트워크인 헤지 글로부 브라질 사회의 관계에서 큰 분쟁을 야기한 적이 많았다. 보통 논조면에서는 보수 성향이 강한 것으로 알려져있다.
주요 논란으로 헤지 글로부가 과거 1960년대부터 80년대 초반까지의 군사 독재정권에 부역하였다고 하며, 이후 2013년 6월 브라질 시위에서 헤지 글로부가 49년만에 이 사실을 인정한 바가 있다.
헤지 글로부는 오랫동안 브라질의 TV 시청률에 대해 반독점을 유지하고 있으며, 이를 이용하여, 소유주 선호 후보에 유리하게 보도하여 대통령 선거 결과에 영향을 미치기도 하였다. 1989년 대통령 선거 동안 노동자당의 루이스 이나시우 룰라 다 시우바와 국가재건당의 페르난두 콜로르 지 멜루의 토론에서 룰라가 우세하게 나타나자 악의적으로 편집된 토론만 내보내는 방법으로 의도적으로 룰라를 깎아내고, 콜로르를 당선되도록 하게 한 장본인이 되었다.
월드컵과 올림픽의 브라질 중계권을 장악하고 있어 독과점 논란이 있는데, 2002년 FIFA 월드컵에서는 중계권을 사기 위해 조세 회피를 이용하여 소득세를 원천 징수한 적이 있다. 그리고 2014년 FIFA 월드컵과 2016년 올림픽에서도 월드컵과 올림픽의 개최로 인해 도심에서 쫓겨나는 빈민들에 대한 보도를 소홀히 한 점도 있었고, 이후 룰라의 후임이 되는 지우마 호세프의 탄핵을 주도하는 점을 보이기도 했다.
1993년에 영국의 채널 4에서 제작한 다큐멘터리인 Beyond Citizen Kane에서는, 브라질 네트워크의 영향과 힘에 대해 상세히 다룬바 있다. 특히 헤지 글로부의 창업자인 로베르토 마리뉴에 대해서도 날카롭게 비판하였는데, 헤지 글로부는 여기에 대해 브라질 내에 방영을 막기 위한 법적 조치까지 시도한 적이 있다.
보수 성향의 보도 외에, 편성 면에서 예능 프로그램과 TV시리즈 등의 지나치게 선정적인 내용도 지적되고 있다. 다만, 일부 TV시리즈의 경우 부패나 빈부격차 문제 등 사회비판적인 내용을 다루는 경우도 많다.

## 주요 프로그램
| - 조르나우 다 글로부(Jornal da Globo) (1967 ~ 1969; 1979 ~ 1981; 1982 ~ 현재) - 조르나우 나시오나우(Jornal Nacional) (1969 ~ 현재) - 조르나우 호지(Jornal Hoje) (1971 ~ 현재) - 글로부 헤포르테르(Globo Repórter) (1973 ~ 현재) - 판타스치쿠(Fantástico) (1973 ~ 현재) - 봉 지아 브라지우(Bom Dia Brasil) (1983 ~ 현재) - 오하 웅 다 노치시아(Hora Um da Notícia) (2014 ~ 현재) - 꼬무 세하(Como Será?) (2014 ~ 현재) - 크리안사 에스페란사(Criança Esperança) (1986 ~ 현재) - 글로부 꼬무니다지(Globo Comunidade) (1991 ~ 현재) - 텔레쿠르수(Telecurso) (1991 ~ 현재) - 글로부 후라우(Globo Rural) (1980 ~ 현재) - 에스포르치 에스페타쿠라르(Esporte Espetacular) (1973 ~ 1983; 1987 ~ 현재) - 글로부 에스포르치(Globo Esporte) (1978 ~ 현재) - 아우투 에스포르치(Auto Esporte) (2002 ~ 현재) - 꼬루져웅 두 에스포르치(Corujão do Esporte) (2011 ~ 현재) - 비디오 쇼(Video Show) (1983 ~ 현재) - 도밍거웅 두 파우스터웅(Domingão do Faustão) (1989 ~ 현재) - 마이스 보세(Mais Você) (1999 ~ 현재) - 아우타스 오하스(Altas Horas) (2000 ~ 현재) - 프로그라마 두 조(Programa do Jô) (2000 ~ 현재) - 아모르 이 섹수(Amor & Sexo) (2009 ~ 현재) - 벵 에스타르(Bem Estar) (2011 ~ 현재) - 나 모라우(Na Moral) (2012 ~ 현재) - 빅 브라더 브라질(Big Brother Brasil) (2002 ~ 현재) - 단사 두스 화모조스(Dança dos Famosos) (2005 ~ 현재) - 더 보이스 브라질(The Voice Brasil) (2012 ~ 현재) - 조하 토타우(Zorra Total) (1999 ~ 현재) - 아 그란지 화밀리아(A Grande Família) (2001 ~ 2014) - 따파스 이 베이쥬스(Tapas & Beijos) (2011 ~ 현재) - 페 나 코바(Pé na Cova) (2013 ~ 현재) - 따 누 아르: TV 누 TV(Tá no Ar: A TV na TV) (2014 ~ 현재) - 샤파 켄치(Chapa Quente) (2015 ~ 현재) - 말랴써웅(Malhação) (1995 ~ 현재) - 말루 물례르(Malu Mulher) - 시낀냐 곤사가(Chiquinha Gonzaga) - 쁘레센사 지 아니타(Presença de Anita) - 오 낀뚜 도스 잉페르누스(O Quinto dos Infernos) - 씨다지 도스 오멘스(Cidade dos Homens) - 아 까사 다스 세치 물례레스(A Casa das Sete Mulheres) - 아스 까리오카스(As Cariocas) - 아 물례르 인비시베우(A Mulher Invisível) - 아스 브라질레이라스(As Brasileiras) - 오 깐투 다 세레이아(O Canto da Sereia) - 아모레스 호바두스(Amores Roubados) - 오 까사도르(O Caçador) - 두플라 이덴티다지(Dupla Identidade) - 페리세스 빠라 셍프리?(Felizes para Sempre?) | 오후 6시 - 이스끄라바 이사우라(Escrava Isaura) (1976) - 도나 셰파(Dona Xepa)(1977) - 까보클라(Cabocla) (1979) - 아 숙세소하(A Succesora) - 바일라 꼬미구(Baila Comigo) - 씨란다 지 뻬드라(Ciranda de Pedra) (1981) - 씨냐 모사(Sinhá Moça) - 디레이추 지 아마르(Direito de Amar) - 페라 하지까우(Fera Radical) - 바히가 지 알루게우(Barriga de Aluguel) - 펠리시다지(Felicidade) - 지스페지다 지 쏘우테이루(Despedida de Solteiro) - 물례레스 지 아헤이아(Mulheres de Areia) - 소뉴 메우(Sonho Meu) - 트로피깔리엔치(Tropicaliente) - 이스토히아 지 아모르(História de Amor) - 안쥬 마우(Anjo Mau) (1997) - 에하 우마 베스(Era uma Vez) - 빼카두 까피타우(Pecado Capital) - 뽀르사 지 웅 데제쥬(Força de um Desejo) - 에스플렌도르(Esplendor) - 오 끄라부 이 아 호사(O Cravo e a Rosa) - 코라써웅 지 에스투단치(Coração de Estudante) - 쇼쿨라치 콩 삐멘타(Chocolate com Pimenta) - 아우마 졔메아(Alma Gêmea) - 우 프로페타(O Profeta) - 데세쥬 프로이비두(Desejo Proibido) - 씨란다 지 뻬드라(Ciranda de Pedra) (2008) - 네고시우 다 시나(Negócio da China) - 빠라이수(Paraíso) - 까마 지 가뚜(Cama de Gato) - 이스크리투 나스 에스트렐라스(Escrito nas Estrelas) - 아라과이아(Araguaia) - 꼬르데우 인칸타두(Cordel Encantado) - 아 비다 다 젠치(A Vida da Gente) - 아모르 에떼르누 아모르(Amor Eterno Amor) - 라두 아 라두(Lado a Lado) - 쁠로르 두 까리비(Flor do Caribe) - 조이아 하라(Joia Rara) - 부기우기(Boogie Oogie) - 세치 비다스(Sete Vidas) - 알렘 두 뗌뽀(Além do Tempo) - 에땀 문두 봉(Êta Mundo Bom!) 오후 7시 - 안쥬 마우(Anjo Mau) (1976) - 마혼 글라세(Marron Glacê) - 떼 꼰테이?(Te Contei?) - 치 치 치(Ti Ti Ti) (1985) - 캉발라슈(Cambalacho) - 싸사리깐두(Sassaricando) - 베베 아 뽀르두(Bebê a Bordo) - 탑 모델(Top Model) - 방프(Vamp) - 오류 노 오류(Olho no Olho) - 아 비아젱(A Viagem) - 콰트루 뽀르 콰트루(Quatro por Quatro) - 꼬르푸 도라두(Corpo Dourado) - 메우 벵 께레르(Meu Bem Querer) - 안단두 나스 누벤스(Andando nas Nuvens) - 우가 우가(Uga-Uga) - 데세쥬스 지 물례르(Desejos de Mulher) - 다 꼬르 두 빼카두(Da Cor do Pecado) - 꼬브라스 이 라그라투스(Cobras & Lagratos) - 세치 빼카두스(Sete Pecados) - 벨레사 뿌하(Beleza Pura) - 까라스 이 뽀카스(Caras & Bocas) - 치 치 치(Ti Ti Ti) (2010) - 모르지 이 아소프라(Morde & Assopra) - 아께레 베이쥬(Aquele Beijo) - 셰이아스 지 샤르므(Cheias de Charme) - 산게 봉(Sangue Bom) - 아우투 아스트라우(Alto Astral) - 졔라써웅 브라지우(Geração Brasil) - 또타우멘치 데마이스(Totalmente Demais) 오후 8시 - 이르머웅스 코하젱(Irmãos Coragem) - 댄싱 데이스(Dancin' Days) - 아과 비바(Água Viva) - 브릴랸치(Brilhante) - 샹빠니(Champagne) - 꼬르뿌 아 꼬르뿌(Corpo a Corpo) - 호께 산테이루(Roque Santeiro) - 세우바 지 뻬드라(Selva de Pedra) - 호다 지 포구(Roda de Fogo) - 발리 투두(Vale Tudo) - 치에따(Tieta) - 하이냐 다 수까따(Rainha da Sucata) - 메우 벵, 메우 마우(Meu Bem, Meu Mal) - 뻬드라 쏘브리 뻬드라(Pedra sobre Pedra) - 헤나세르(Renascer) - 페라 페리다(Fera Ferida) - 아 쁘로시마 비치마(A Próxima Vítima) - 오 헤이 두 가두(O Rei do Gado) - 아 인두마다(A Indomada) - 뽀르 아모르(Por Amor) - 또히 지 바베우(Torre de Babel) - 쑤아비 베네누(Suave Veneno) - 테라 노스트라(Terra Nostra) - 라수스 지 파밀리아(Laços de Família) - 포르투 도스 미라그레스(Porto dos Milagres) - 오 끄로니(O Clone) - 에스빼란사(Esperança) - 물례레스 아빠이쇼나다스(Mulheres Apaixonadas) - 쎌레브리다지(Celebridade) - 쎄뇨라 두 데스치누(Senhora do Destino) - 아메리까(América) - 벨리시마(Belíssima) - 빠지나스 다 비다(Páginas da Vida) - 두아스 까라스(Duas Caras) - 아 파보리따(A Favorita) - 까미뉴 다스 인지아스(Caminho das Índias) - 비베르 아 비다(Viver a Vida) - 파시오네(Passione) 오후 9시 - 인센사투 코라써웅(Insensato Coração) - 휘나 에스땀파(Fina Estampa) - 아베니다 브라지우(Avenida Brasil) - 싸우비 조르지(Salve Jorge) - 아모르 아 비다(Amor à Vida) - 엥 파밀리아(Em Família) - 임페리우(Império) - 바비로니아(Babilônia) - 아 헤그라 두 죠구(A Regra do Jogo) - 베우류 시쿠(Velho Chico) 오후 11시 - 우 아스트루(O Astro) - 가브리엘라(Gabriela) - 싸라만다이아(Saramandaia) - 우 헤부(O Rebu) - 베르다지스 쎄클레따스(Verdades Secretas) - 리베르다지, 리베르다지(Liberdade, Liberdade) |

## 갤러리

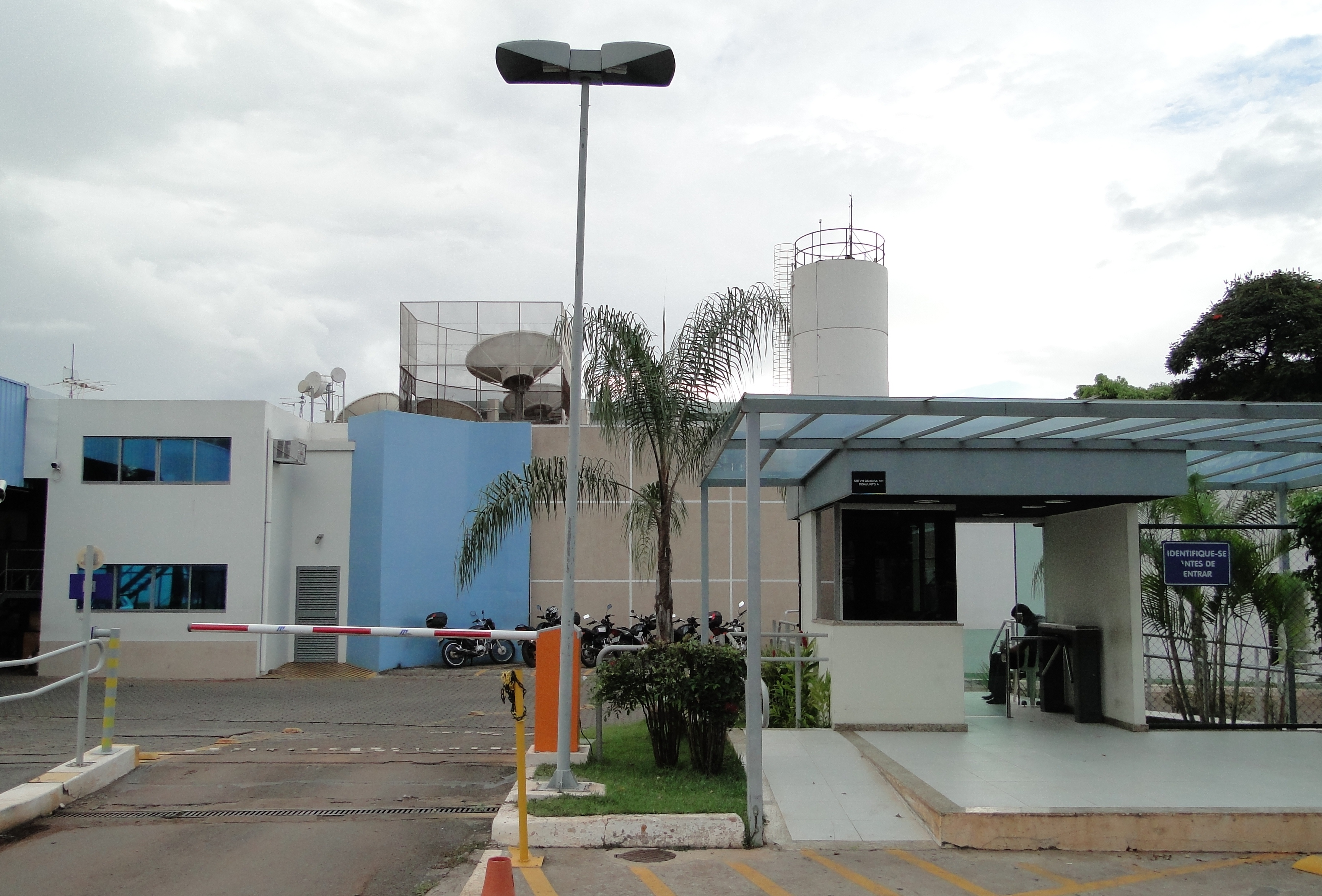
브라질리아 사옥
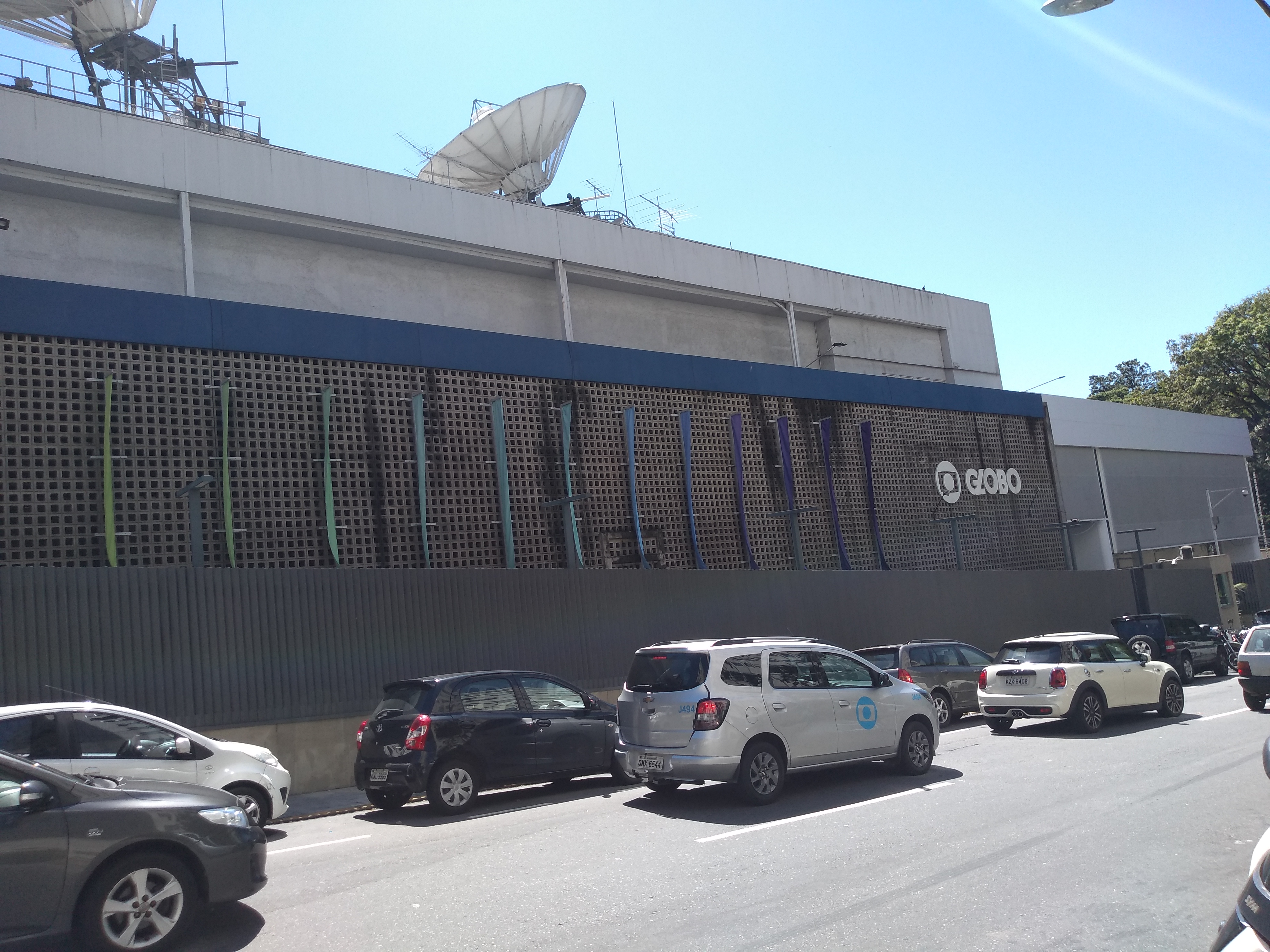
리우데 자네이루의 Rede Globo 본사.
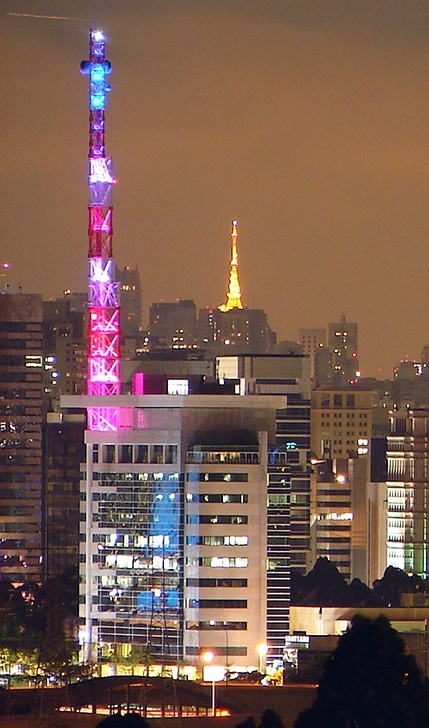
상파울루의 본사